# 梁溪脆鳝
梁溪脆鳝，是无锡传统名菜，又名无锡脆鳝，早在太平天国前就已有名。脆鳝亦名甜鳝，以甜脆著称，原由鳝鱼面交头改制而成，至清末民国初无锡“大新楼”等菜馆将脆鳝用作筵席大菜。

## 简介
无锡脆鳝的起源，相传是清同治年间，无锡惠山二泉园店主朱秉心所创制。因无锡古称梁溪，遂又名“梁溪脆鳝”。该菜是用鳝丝爆炸两次而成，故香酥可口，且适于保存，故常被至惠山的游客用作礼品馈赠亲友，遂名声在外。
此菜初为无锡各面店作为浇头，以后饭菜馆又将脆鳝作为冷盘出售。至清末民初，无锡著名菜馆大新楼将脆鳝用作筵席大菜，使之逐渐成为如今常见的宝塔形，流传至今。

## 制法
据《无锡菜典》中记载，梁溪脆鳝的具体制法可为：
主辅料：活大鳝鱼1500克、姜丝25克。

调料：黄酒50克、精盐4克、酱油20克、白糖25克、番茄酱25克、味精1.5克、葱末l5克、水生粉25克、猪肉汤150克、熟猪油15克、麻油19克、色拉油1000克（约耗100克）。
制法：锅内放人清水2500克，加盐烧沸，投入活鳝鱼，加盖（以防鳝鱼蹿出），煮至鱼嘴张开，捞出清水中漂清；鱼腹朝里横放案板上，一手捏住鱼头，将竹片在紧靠鱼下巴处插入，沿脊骨直划至尾，去掉内脏，再沿脊骨两侧划下成整条鳝肉，洗净沥去水；将锅置旺火上烧热，倒人色拉油，烧至九成热，投入鳝鱼条，炸约3分钟捞出，待油温回升到八成热时，投入鳝鱼复炸约4分钟，移至小火上炸脆；另取小锅用旺火烧热，加入色拉油（25克），放人葱末、姜末煸香，加盐、黄酒、酱油、白糖，烧沸成卤汁，将炸脆的鳝鱼投入颠翻几下，淋上麻油，起锅装盘，撒上姜丝即成。

## 逸事
梁溪脆鳝的首创者朱秉心，是深度近视者，因常戴一副大眼镜，所以该菜又被民众称为“大眼镜脆鳝”。